# Philates thaleri
Philates thaleri är en spindelart som beskrevs av Benjamin 2004. Philates thaleri ingår i släktet Philates och familjen hoppspindlar. Inga underarter finns listade i Catalogue of Life.